# Papillaria wagneri
Papillaria wagneri är en bladmossart som beskrevs av Paul Pablo Günther Lorentz 1864. Papillaria wagneri ingår i släktet Papillaria och familjen Meteoriaceae. Inga underarter finns listade i Catalogue of Life.